# Langdolmen von Ibjerg
Die zwischen 2007 und 2009 von Jesper Hansen ausgegrabenen Langdolmen von Ibjerg liegen östlich von Ibjerg, bei Sønder Nærå, östlich von Årslev, auf der dänischen Insel Fünen. 
Die beiden Langdyssen liegen völlig parallel im Abstand von etwa 6,0 m, sind 92,0 m lang und 7,5 m breit. Jedes der Hünenbetten enthält unregelmäßig verteilte Dolmen in Quer- und Längslage und hölzerne Kammern, die auf eine frühe Entstehung (3500 v. Chr.) deuten. 
Die Dolmen wurden von den Trägern der Trichterbecherkultur (TBK) errichtet und später nachgenutzt, denn es fanden sich Äxte, Keramiken, Meißel und Schieferschmuck, die aus der Zeit vor 2800 v. Chr. und aus der Zeit nach dem Ende der TBK stammen.
Während die Randeinfassung des südlichen der beiden Ost-West orientierten Hügel aus einer Reihe großer Steine (etwa 1 Meter über dem Boden) mit Trockenmauerwerk dazwischen bestand, ist der Nordhügel durch kleine Steine und kein Trockenmauerwerk gekennzeichnet. Der Südhügel unterscheidet sich auch durch den beachtlichen Gebrauch von Dichtungen aus Feuerstein um die Kammer- und Randsteine. Die Ausgrabungen zeigten, dass die Dolmen durch einen Bautrupp errichtet wurden, der einen durchdachten Plan befolgte. Besonders der Südhügel ist reich an solchen Strukturmerkmalen. Im Südhügel wurden drei Kammern ausgegraben, die alle einen Steinboden und Wände und Decken aus Megalithen hatten. Die Kammern im Nordhügel waren deutlich kleiner und die Steinböden unregelmäßiger. In einem Grab gab es sogar keinen Steinboden.
Ibjerg Øst II ist ein eng benachbarter Langdolmen, der zwischen 2010 und 2011 ausgegraben wurde. 